# Андрусовское перемирие
Андру́совское переми́рие — соглашение, заключённое в 1667 году между Русским царством и Речью Посполитой и положившее конец военным действиям в русско-польской войне 1654—1667 годов. Название произошло от деревни Андрусово (ныне Смоленская область), в которой оно было подписано. Было подтверждено «Вечным миром» в 1686 году.

## Предпосылки
К середине 1660-х годов обе противоборствующие стороны испытывали исчерпание материальных и людских ресурсов для продолжения войны. Масштабные кампании и сражения ушли в прошлое, по всему фронту от Лифляндии до Запорожья имели место лишь небольшие стычки, которые уже не могли изменить общего положения. Истощением обеих сторон воспользовались османы и крымские татары, которые активизировали традиционные набеги по обе стороны границы. Правобережный гетман Пётр Дорошенко поднял мятеж против Короны и объявил себя вассалом турецкого султана, что ознаменовало начало польско-казацко-татарской войны 1666—1671 годов. Крупное крымско-казацкое войско в битве под Браиловом нанесло поражение польскому отряду Себастьяна Маховского и опустошило окрестности Львова, Люблина и Каменца, захватив 40 000 пленных. Чуть ранее крымские татары разорили районы Левобережной Украины. Российская сторона опасалась контактов левобережной казацкой старшины с турецкими и татарскими представителями и её перехода под протекцию Стамбула по правобережному сценарию.
Общая опасность крымских набегов и турецкой экспансии заставили Речь Посполитую и Россию возобновить переговоры о мире. Дополнительными факторами являлись разорительный рокош (военный союз) Любомирского в Польше и не до конца подавленное Башкирское восстание в России, а также участившиеся казачьи разбои на Дону, предвещавшие масштабное восстание.

## Ход переговоров
Первые попытки остановить начавшуюся в 1658 году вторую активную фазу войны были предприняты ещё в 1661 году, однако на протяжении последующих лет стороны выдвигали неприемлемые друг для друга условия. Возобновившиеся в 1664 году переговоры, последовавшие за неудачным походом короля Яна II Казимира на Левобережье, приняли затяжной характер. Обе стороны всё ещё надеялись, что какие-либо новые военные успехи улучшат их переговорную позицию. Однако постепенно осознание патовой ситуации усиливалось. В 1665 году русским послом на переговорах был назначен Афанасий Лаврентьевич Ордин-Нащокин. Царь ценил его за заключение выгодного для России Валиесарского перемирия, также сыграла роль благоприятная репутация Ордина-Нащокина в Польше. Он был полонофилом и последовательно выступал за заключение русско-польского союза, предвидя усиление турок и татар. Ради своих идеальных представлений Ордин-Нащокин был готов отдать Речи Посполитой не только все завоевания России в Литве, но и малороссийские города, оставляя за Россией лишь Смоленск. Однако царь Алексей Михайлович внимательно следил за ходом переговоров и ограничил возможные уступки Ордина-Нащокина. В конечном итоге Ордин-Нащокин в рамках своих полномочий показал себя эффективным переговорщиком, заслуги которого высоко оценил Василий Ключевский:

В этих переговорах Нащокин показал много дипломатической сообразительности и уменья ладить с иноземцами и вытягал у поляков не только Смоленскую и Северскую землю и восточную Малороссию, но и из западной Киев с округом. Заключение Андрусовского перемирия поставило Афанасия очень высоко в московском правительстве, составило ему громкую дипломатическую известность.— Василий Ключевский
Переговоры проходили крайне тяжело, и лишь неудачи на Украине в борьбе с гетманом Дорошенко и его турецко-татарскими покровителями сделали польско-литовскую сторону более сговорчивой. Наконец в январе 1667 года на 31-м съезде послов было достигнуто соглашение. С польской и литовской стороны в подписании приняли участие Ежи Глебович и Ян Антоний Храповицкий.

## Условия Андрусовского договора
- Между Россией и Речью Посполитой устанавливалось перемирие сроком на 13,5 лет, в течение которых государства должны были подготовить условия «вечного мира».
- Речь Посполитая официально уступала России Смоленск, некоторые земли южной Псковщины, Северскую землю (в том числе Стародубщину), а также все земли Левобережной Украины к югу от неё.
- Россия отказывалась от завоеваний в Великом княжестве Литовском и возвращала удерживаемые ею до конца войны Полоцк, Витебск и Динабург (Борисоглебов).
- России предоставлялось два года для вывода своего гарнизона из Киева и его передачи Речи Посполитой. Впоследствии, однако, она сумела удержать его в результате «Вечного мира» 1686 года.
- Правобережная Украина оставалась под контролем Речи Посполитой.
- Запорожская Сечь переходила под совместное русско-польское управление «на общую их службу от наступающих басурманских сил».
- Стороны обязывались оказать казакам помощь в случае нападения на украинские земли России и Речи Посполитой крымских татар.
- Также стороны договорились о совместных военных действиях против Крымского ханства и Османской империи в случае их нападения на Запорожскую Сечь[1][5].
- В специальных статьях договора регламентировался порядок возвращения пленных, церковного имущества и размежевания земель.
- Гарантировалось право свободной торговли между Россией и Речью Посполитой, а также дипломатическая неприкосновенность послов.
- За Смоленском сохранялось право владения землёй (бывшее тогда дворянской привилегией за специально оговорёнными исключениями), пожалованное королём Сигизмундом III (фактически было подтверждено царём Алексеем Михайловичем ещё в 1654 году).
- В качестве компенсации шляхте, утратившей свои владения на Левобережной Украине и в Северской земле, Россия выплатила из казны 200 тысяч рублей[1][5].

## Значение

### Значение в истории Великого княжества Литовского
Для территорий Великого княжества Литовского условия примирения были такие: Москва отказалась от всех территорий, добытых её войсками, за исключением Смоленска с окрестностями. Таким образом, в составе Литвы остались все её исторические территории, в то время как земли, завоёванные Речью Посполитой в Смутные времена, вернулись в состав России. Одна из статей примирения давала Москве право заступничества за православных жителей Речи Посполитой.
Завоёванную Россией северо-восточную часть Великого княжества Литовского — Витебщину, Полоцк, а также Лифляндию (Динабург) — царь Алексей Михайлович возвращал Речи Посполитой. Условия перемирия были выгодны обеим сторонам: Москва, хотя и не сумела удержать всего завоёванного, сильно увеличила свою территорию, а Речь Посполитая, не будучи в состоянии отвоевать всё утраченное, вернула некоторые важные земли. Заключая перемирие, обе стороны рассчитывали на то, что оно только временное и что его условия через 13 лет будут пересмотрены, однако они были закреплены Вечным миром (1686 года).
Все пленники, вывезенные за годы войны в Россию (как и вывезенные ценности), на годы примирения там и оставались. Только шляхта, солдаты, духовенство и казаки с татарами — незначительная часть общего числа пленных — получили формальное право вернуться, однако далеко не все смогли его использовать. Литовская шляхта служила на далёких сибирских окраинах.

### Значение в истории Украины
Согласно Малой энциклопедии Украинского казачества, заключив Андрусовское перемирие, Россия окончательно отказалась от своих обязательств 1654 года об оказании помощи Украине в борьбе с Речью Посполитой. Однако Андрусовское перемирие было лишь правовым оформлением территориальных и политических реалий, которые в результате гражданской войны («Руины») и раскола Гетманщины уже имели место с начала 1660-х годов. Казацкая старшина Правобережной Украины о борьбе с Речью Посполитой уже не помышляла, вернувшись на колею соглашательских Гадячского (1658) и Слободищенского (1660) договоров, нарушивших уставы Переяславской рады. Окончательно разделение было утверждено Вечным миром между Польшей и Россией.
По словам Н. И. Костомарова, итоги перемирия были ударом для казачества, юридическое подтверждение фактического разделения украинских земель произошло без их участия. Условия перемирия были одной из причин раздора среди казацкой старшины, что привело к измене гетмана Ивана Брюховецкого и началу Левобережного восстания 1668—1669 годов.
В результате нападения на русские гарнизоны царская администрация была почти вытеснена с Левобережья и было принято решение о переходе Украины под крымский протекторат. Однако вскоре против Брюховецкого выступил правобережный гетман Пётр Дорошенко. Полковники и казаки предали Брюховецкого, соединились с казаками Дорошенко и выдали ему своего гетмана. По приказу Дорошенко гетман Брюховецкий был растерзан толпой. Ряд поражений крымско-казацких войск, а также потеря влияния самого Дорошенко, привели к отложению от него наказного гетмана Демьяна Многогрешного и заключению Глуховских статей, по которым Левобережная Украина в 1669 году возвратилась в подданство России на условиях более широкой автономии.

### Значение в истории России
В Большой советской энциклопедии Андрусовское перемирие, заключённое в условиях тяжёлой внешней и внутренней обстановки, рассматривается как важный шаг России на пути к объединению трёх восточнославянских народов. Современники были очень рады его заключению несмотря на то, что результаты войны и оказались значительно более скромными, чем то, что можно было ожидать на вершине успехов в первые годы войны. Тем не менее в результате Андрусовского перемирия за Россией были закреплены крупные территории. Оно также привело к сближению России и Речи Посполитой на почве совместной борьбы против Османской империи. Через некоторое время после Андрусовского перемирия, понадобившееся на подавление масштабного восстания Разина, началась русско-турецкая война 1672—1681 годов.